# Список графов Амьенских
Граф Амьена (фр. comté d’Amiens) — правитель небольшого средневекового графства Амьенуа на севере Франции, с центром в городе Амьен (провинция Пикардия).

## Дом Бозонидов
- 801—после 801 : Рихард II (ум. после 801), граф Амьенский, сын Рихарда I, графа Руана

## Дом Нибелунгидов
- после 801—844 : Экхард I (ум. 844), граф Амьенский
- 844—853 : Ангильвин (ум. 853), граф Амьенский, возможно племянник предыдущего
- 853—до 885 : Экхард IV (II) (ум. до 885), граф Амьенский, сын предыдущего
- до 885—885 : Рихард III (843—885), граф Амьенский, возможно внук Рихарда II и внучатый племянник Экхарда I
- до 895—919 : Эрменфруа I, граф Амьенский, граф Вексена и Валуа

## Вексенский дом
- около 919—926 : Рауль I (ум. 926), граф Амьенский, возможно зять предыдущего
- 926—941 : Рауль II (ум. 944), граф Амьенский, сын предыдущего

## Первый дом Вермандуа
- 941—944 : Эд I (915—946), граф Амьенский. В 941 году захватил Амьен, однако в 944 был выбит оттуда королевскими войсками

## Дом де Монтрейль
- 944/945—945 : Герлуин I (ум. 945), граф Амьенский и граф Монтрейль

## Вексенский дом
- 945—987 : Готье I (до 925—987), граф Амьенский, брат Рауля II
- 987—после 1017 : Готье II Белый (ум. после 1017), граф Амьенский, сын предыдущего
- 1017—1030 : Дрого I (ум. 1035), граф Амьенский, сын предыдущего
- 1030—1060 : Рауль III (ум. 1060), граф Амьенский, брат предыдущего
- 1060—1063 : Готье III (1030/1031—1063), граф Амьенский, племянник предыдущего
- 1063—1074 : Рауль IV Великий (ум.1074), граф Амьенский, сын предыдущего
- 1074—1077 : Симон I (ум. 1082), граф Амьенский, сын предыдущего. В 1077 стал монахом

## Дом Куси
- 1085—1117 : Ангерран I (ум.1118), граф Амьенский
- ?—1117 : Томас I Бешеный Волк (1073—1130/1131), граф Амьенский, сын предыдущего

В 1117 году король Франции Людовик VI Толстый конфисковал у него графство Амьен и передал его Аделаиде графине Вермандуа.

## Первый дом Вермандуа
- 1117—1119 : Аделаида (1065—1120/1124), графиня Амьенская и графиня Вермандуа. В 1119 году дала графство Амьен в приданое своей дочери от второго брака Маргарите де Клермон

1-й муж: с 1080 : Гуго I Великий (1057—1102), граф Вермандуа и Валуа;
2-й муж: с 1103 : Рено III (ум. до 1162), граф де Клермон-ан-Бовези

## Дом де Клермон
- 1117—1119 : Рено III (ум. до 1162), граф Амьенский по праву жены, муж предыдущей
- 1119—после 1145 : Маргарита (1104/1105—после 1145), графиня Амьенская, дочь предыдущего

1-й муж: с 1119 : Карл I Добрый (1084—1127), граф Фландрии;
2-й муж: с 1128 : Гуго III Кампдавен (ум. после 1145), граф де Сен-Поль
3-й муж: около 1145 : Балдуин д'Анкр

## Династия Эстридсенов
- 1119—1127 : Карл I Добрый(1084—1127), граф Амьенский по праву жены, граф Фландрии, муж предыдущей

## Дом Кампдавен
- 1127—1145 : Гуго III Кампдавен (ум. после 1145), граф Амьенский по праву жены, граф де Сен-Поль, муж предыдущей

## Дом д'Анкр
- 1145 : Балдуин д'Анкр, граф Амьенский по праву жены, муж предыдущей. Никогда не использовал титул графа

## Дом Кандавен
- 1146—1152 : Беатриса (ум. после 1192), графиня Амьенская, дочь Маргариты де Клермон и Гуго III Кампдавен графа де Сен-Поль. Получила графство Амьен в приданое

муж: Роберт I (ум. 1191), сир де Куси

## Дом Куси
- 1146—1152 : Роберт I (ум. 1191), граф Амьенский по праву жены, сир де Куси, муж предыдущей

## Второй дом Вермандуа
- 1152 : Рауль V Храбрый (1094—1152), граф Амьенский, граф Вермандуа и Валуа, сын Аделаиды
- 1152—1160 : Гуго I (1127—1212), граф Амьенский и граф Вермандуа, сын предыдущего. В 1160 году передал все свои владения брату и постригся в монахи.
- 1160—1167 : Рауль VI (1145—1176), граф Амьенский и граф Вермандуа, брат предыдущего. В 1163 году заболел проказой и был вынужден уступить в 1167 году свои владения сестре и её мужу, однако сохранил за собой титулы.
- 1167—1183 : Елизавета (1143—1183), графиня Амьенская и графиня Вермандуа, сестра предыдущего.

муж: с 1156 : Филипп I (ок. 1136—1191), граф Фландрии

## Лотарингский дом
- 1167—1185 : Филипп I (ок. 1136—1191), граф Амьенский по праву жены, граф Фландрии. После смерти жены, Филипп отказался вернуть её владения законной наследнице, однако в 1185 году был вынужден уступить графство Амьен королю Франции Филиппу II Августу в соответствии с договором в Бове

## Второй дом Вермандуа
- 1183—1213 : Элеонора (1148/1149—1213), графиня Амьенская, сестра Елизаветы.

1-й муж: с 1162 : Готфрид III (1147—1163), граф Эно и Остерванта;
2-й муж: с 1164 : Гильом IV (1145—1168), граф Невера, Осера и Тоннера;
3-й муж: с 1171 : Матье I (1137—1173), граф Булони;
4-й муж: с 1175 : Матье III (ум. 1208), граф де Бомон-сюр-Уаз.
В 1186 году по договору в Амьене передала часть своих владений королю Франции Филиппу II Августу, а также по договору 1192 года признала его наследником всех своих владений и титулов в случае отсутствия у неё потомства. В 1213 году графство Амьен было присоединено к королевскому домену.

## Дом де Бомон-сюр-Уаз
- 1183—1192 : Матье I (ум. 1208), граф Амьенский по праву жены и граф де Бомон-сюр-Уаз, муж предыдущей

## Второй Бургундский дом
В 1435 году по условиям договора в Аррасе герцог Бургундии Филипп III Добрый присоединил к своим владениям Пикардию, включающую графство Амьен.
- 1435—1467 : Филипп II Добрый (1396—1467), герцог Бургундский и граф Амьенский
- 1467—1477 : Карл II Смелый (1433—1477), герцог Бургундский и граф Амьенский, сын предыдущего
- 1477—1482 : Мария Богатая (1457—1482), герцогиня Бургундская и графиня Амьенская, дочь предыдущего

муж: с 1477 : Максимилиан I (1459—1519), император Священной Римской империи

## Дом Габсбургов
- 1477—1482 : Максимилиан I(1459—1519), граф Амьенский по праву жены и император Священной Римской империи
- 1482 : Филипп III (1478—1506), герцог Бургундский и граф Амьенский, сын предыдущего

В 1477 году, после смерти Карла Смелого, король Франции Людовик XI захватил графство Амьен. В 1482 году, в соответствии с Аррасским договором, графство Амьен было присоединено к Франции.